# Conan el Bárbaro (película de 1982)
Conan el Bárbaro (Conan the Barbarian según su título original en inglés) es una película estadounidense de espada y brujería escrita y dirigida por John Milius y estrenada en 1982. El filme narra la historia de un bárbaro llamado Conan que busca venganza por la muerte de sus padres a manos de Thulsa Doom, el líder de una secta que adora a las serpientes. La historia se basa en los relatos de Robert E. Howard, sobre el personaje homónimo y el mundo espada y brujería en que vivió. Los papeles protagonistas son interpretados por Arnold Schwarzenegger y James Earl Jones.

## Argumento
En una oscura época dominada por el poder de la espada y brujería -conocida como la Era Hiboria-, los secuaces de Thulsa Doom, líder de un cruel ejército de guerreros que domina Aquilonia, invaden una aldea de Cimmeria y asesinan a todos sus habitantes, excepto a los niños, que son hechos prisioneros. Uno de ellos, Conan, contempla con sus propios ojos cómo Thulsa Doom mata a sus padres, echando sus perros al padre y decapitando a su madre. Rexor, uno de los hombres de Thulsa, toma para sí la espada del padre de Conan y se marcha. El estandarte que porta el ejército invasor queda grabado a fuego en la memoria del joven Conan: dos serpientes enfrentadas sobre una luna y un sol naciente.
Tras la masacre, los niños son conducidos a un campo de esclavos donde Conan pasará una gran parte de su vida. Ya adulto, es comprado por un traficante de esclavos que le utilizará como gladiador para ganar dinero en peleas y combates a muerte. Gracias a su entrenamiento para esas luchas Conan se convierte en un temible guerrero, alcanzando fama, mujeres y habilidad con la espada, continuando de este modo la búsqueda del enigma del acero, un aforismo que su padre le había enseñado durante su infancia y que en las creencias cimerias es la clave para ganarse el cielo ya que al morir son interrogados por Crom, su dios, y solo quien conoce la respuesta al enigma obtiene su permiso para entrar al cielo.
Una noche, el traficante de esclavos lo libera y Conan huye; escapando de los perros que intentan atacarle se esconde en una gruta que en realidad es una antigua tumba de un rey olvidado cuyo cadáver permanece sentado en su trono sosteniendo una magnífica espada que Conan toma como suya, con ella se deshace de sus cadenas y continúa su viaje con el objetivo de buscar a los asesinos de sus padres y su pueblo, contando tan solo con el recuerdo de un estandarte.
En su camino a Zamora, Conan se topa con Subotai, un ladrón de poca monta pero gran puntería y posteriormente con Valeria, una ladrona que enamorará al bárbaro. En una de las fechorías del trío, entran en una torre serpiente, donde residen algunos sirvientes del ejército de Thulsa Doom con sus fieles jóvenes, que han sido hechizadas o son seguidoras del "culto de la serpiente" que ha creado Thulsa Doom. Allí, Conan y sus amigos saquean y asesinan una gran serpiente propiedad del tirano Doom. Poco más tarde, los protagonistas son llevados ante el Rey Osric, para responder por sus actos en la torre. Ante la sorpresa de Conan y los suyos, el Rey no les condena, sino que les ofrece más riquezas de las que pudieran imaginar a cambio de rescatar a la princesa Yasimina, hija del Rey, que ha sido secuestrada y hechizada mediante el poder oscuro que maneja Thulsa Doom, a quien sigue ciegamente.
Valeria desea asentarse y vivir una vida sin violencia, así que Conan se va por su cuenta al amanecer sin ella, persiguiendo a los asesinos de su familia hasta la Montaña de Poder de Seth. De camino, encuentra al mago Akiro (el narrador de la historia), un brujo que vigila un cementerio similar a Stonehenge. Conan muestra respeto por una de las estatuas del cementerio y los dos se convierten en amigos casi inmediatamente.
Al llegar a la Montaña de Poder, Conan se disfraza de sacerdote, pero un guardia sospecha de él y Conan es capturado y llevado ante Thulsa Doom. Allí hablan sobre el enigma del acero y Doom busca demostrarle a Conan que la respuesta al mismo es que la carne es más poderosa que el acero, haciendo que una bella joven salte a su muerte para probar su poder. Doom afirma que “la carne, como arma, es mucho más potente que cualquier espada” ya que el acero realmente depende de la carne del hombre para ser moldeado y manejado; posteriormente ordena que Conan sea crucificado en el desierto, en el árbol del infortunio.
Conan es encontrado por Valeria y Subotai a punto de morir. Lo llevan a Akiro, a quien Valeria pide que salve. Akiro le dice que los dioses exigirán un terrible pago a aquel que solicite algo así. Valeria afirma: “entonces lo pagaré”. El mago lleva a cabo una ceremonia en la cual si Conan llega al amanecer se recobrará, por ello Valeria permanece toda la noche a su lado protegiéndolo de los espíritus y demonios que intentan llevárselo. Conan recupera la salud y Valeria le jura que siempre estará a su lado, aunque tenga que volver del más allá. El grupo de compañeros vuelve a la Montaña de Poder de Thulsa Doom, centro del culto de la serpiente. Allí observan una orgía que consiste en un banquete antropofágico, donde los miembros del mismo cenan un guiso consistente en partes del cuerpo humano. Doom presiente el peligro y se convierte en una serpiente gigante y se retira del mismo, los héroes irrumpen en la fiesta y rescatan a la princesa Yasimina. Luego del enfrentamiento, y mientras escapan, Valeria es herida mortalmente por una flecha mágica creada con una serpiente por Thulsa Doom y muere en los brazos de Conan. Según Akiro, este es el precio que debía pagar Valeria a los dioses por salvar a Conan.
Antes de la batalla final contra las fuerzas de Thulsa Doom, Conan ora a su dios, Crom, para que le ayude a vengarse. Thulsa Doom y los suyos atacan con un ejército que es mayormente aniquilado por las trampas de Conan y Subotai, y tras intentar asesinar a la princesa con su flecha mágica y fracasar, Thulsa Doom huye. Durante la batalla Rexor enfrenta a Conan usando la espada robada a su padre y logra derribar al cimeriano, pero antes que este logre asesinarlo, Valeria vuelve de la muerte, convertida en una Valquiria y cumpliendo su promesa de ayudar a Conan aún después de muerta le salva la vida derribando momentáneamente a Rexor. Conan se reincorpora y lucha con tal ímpetu que la espada de su padre acaba rota por los golpes con que asesina a Rexor.
Por la noche, mientras Thulsa Doom predica a sus feligreses, Conan entra en su fortaleza con la ayuda de la desengañada princesa Yasimina. Thulsa Doom intenta hipnotizar a Conan para evitar que este actúe, pero el cimerio sale del trance y decapita a Doom con lo que queda de la espada de su padre. El bárbaro muestra a todos los feligreses su espada rota y la cabeza cercenada de su enemigo. Luego de esto los seguidores de Doom abandonan el culto silenciosamente, apagando sus antorchas. Conan toma la última de estas y le prende fuego a la Montaña de Poder. Yasimina, se rinde a sus pies y el guerrero la lleva con su padre.
El epílogo muestra a un anciano Conan sentado en un trono, coronado Rey. Con esta imagen y con la narración de Akiro acaba la historia: “...con el tiempo, él se convertirá en un Rey por su propia mano... pero esa es otra historia”. En una versión alternativa lanzada en DVD, se cambian las líneas finales y Akiro dice “…con el tiempo, él se convertirá en un Rey por su propia mano… (y) esta historia también será contada”.

## Reparto
| Actor                  | Personaje                |
| ---------------------- | ------------------------ |
| Arnold Schwarzenegger  | Conan                    |
| James Earl Jones       | Thulsa Doom              |
| Max von Sydow          | Rey Osric                |
| Sandahl Bergman        | Valeria                  |
| Ben Davidson           | Rexor                    |
| Cassandra Gava         | Bruja                    |
| Gerry López            | Subotai                  |
| Makoto Iwamatsu / Mako | El Mago Akiro / Narrador |
| Valérie Quennessen     | Princesa Yasimina        |
| William Smith          | Padre de Conan           |
| Franco Columbu         | Explorador picto         |
| Jack Taylor            | Sacerdote                |
| Sven Ole Thorsen       | Thorgrim                 |
| Nadiuska               | Madre de Conan           |
| Jorge Sanz             | Conan niño               |

## Personajes
El personaje, Conan y el mundo de Hyboria se basaron en las creaciones del escritor de ficción pulp Robert E. Howard de la década de 1930. Publicada en la revista Weird Tales, su serie sobre el bárbaro fue popular entre los lectores; las aventuras de los bárbaros en un mundo salvaje y místico, repleto de asesinatos sangrientos y brutales, satisfacían las fantasías de los lectores de ser un "gigante poderoso que no tiene reglas sino las suyas". Desde la década de 1960, Conan ganó una audiencia más amplia y se publicaron novelas sobre él, escritas a imitación del estilo de Howard por L. Sprague de Camp y Lin Carter. Las portadas de Frank Frazetta para estas novelas cimentaron la imagen de Conan como un "bárbaro viril, empuñando hachas, portando pieles y rompiendo cráneos". John Milius, el director de la película, pretendía que Conan fuera "un héroe mítico del norte de Europa". Danny Peary describió a Conan como "musculoso, majestuoso, inteligente, pero con escrúpulos ambivalentes". Don Herron, un erudito de Howard y sus historias, no estuvo de acuerdo, señalando que la personalidad de Conan en la película difiere mucho de la de la literatura. El Conan de los libros detesta las restricciones a su libertad y habría resistido la esclavitud de una manera violenta, mientras que la versión cinematográfica acepta su destino y debe ser liberado. La crítica de Robert Garcia de la película en su revista American Fantasy dice que "este Conan es menos poderoso, menos hablador y menos educado que el de Howard".
La protagonista femenina, Valeria, tiene sus raíces en dos personajes femeninos fuertes de las historias de Howard. Su tocaya era la compañera de Conan en el relato "Clavos Rojos", mientras que su personalidad y destino se basaban en los de Bêlit, la reina pirata en "La reina de la Costa Negra". Según Kristina Passman, profesora asistente de literatura y lenguas clásicas, la Valeria de la película es un arquetipo perfecto del "buen" personaje amazónico, una guerrera feroz pero domesticada, en el cine. Rikke Schubart, un académico de cine, dijo que Valeria es una "buena" amazona porque está domada por el amor y no por ninguna tendencia altruista. La destreza de Valeria en la batalla coincide con la de Conan, y también es representada como su igual en capacidad y estatus. La lealtad y el amor que muestra para Conan la convierten en más que una compañera para él; ella representa sus "posibilidades de felicidad humana". Su sacrificio por Conan y su breve regreso de la muerte representan el código heroico, lo que demuestra que el heroísmo sacrificado aporta "fama eterna". El nombre de Valeria se menciona en la película solo después de su muerte.
El otro compañero de Conan, Subotai, se basó en el principal general de Genghis Khan, Subotai, en lugar de en cualquiera de los personajes de Howard. Según el crítico de cine Roger Ebert, Subotai cumple el papel de un "tipo literario clásico: el mejor amigo". Ayuda al bárbaro a matar a una serpiente gigante y lo salva de la crucifixión; el ladrón también llora por su compañero durante la cremación de Valeria, con la explicación de que "él es Conan, un cimerio. No llorará, así que lloro por él".
El enemigo de Conan, Thulsa Doom, es una amalgama de dos de las creaciones de Howard. Toma su nombre del villano de la serie de historias sobre Kull de Atlantis de Howard, pero tiene un carácter más cercano a Thoth-Amon, un hechicero estigio en el relato de Conan "El fénix en la espada". El Doom en la película recordó a los críticos a Jim Jones, un líder sectáreo cuyo control sobre sus seguidores era tal que cientos de ellos obedecieron sus órdenes de suicidarse. Milius dijo que su investigación sobre las antiguas órdenes de los Hashishim y los Thuggee fue la inspiración para el culto a la serpiente de Doom. En las historias originales de Howard, la adoración de Set, aunque demasiado temible, no es una secta; más bien, es la religión estatal formalizada de siglos de Estigia (que es virtualmente una teocracia).

## Producción

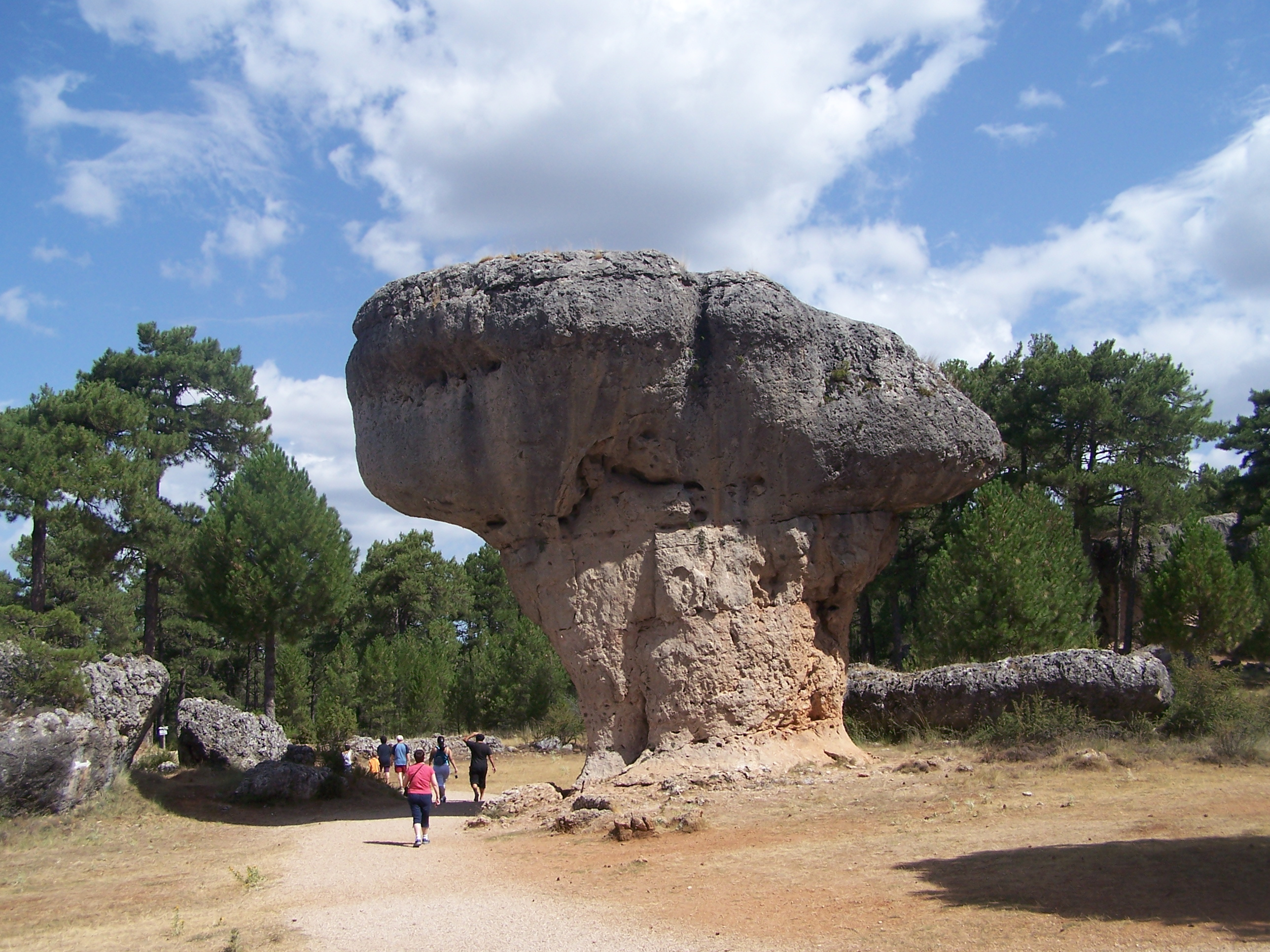
La escena de la bruja se rodó en la Ciudad Encantada (Cuenca)

Desde la década de 1970, problemas de licencia habían obstaculizado la producción de versiones cinematográficas de las historias de Conan. Lancer Books, que había adquirido los derechos en 1966, entró en quiebra y existieron disputas legales sobre su disposición de los derechos de publicación, lo que finalmente los llevó a congelarse por mandato judicial. Edward Summer sugirió Conan como un proyecto potencial para el productor ejecutivo Edward R. Pressman en 1975, y después de mostrarle los cómics y las ilustraciones de Frazetta, Pressman se convenció. Se necesitaron dos años para asegurar los derechos cinematográficos. Las dos partes principales involucradas en la demanda, Glenn Lord y de Camp, formaron Conan Properties Incorporated para manejar todas las licencias de material relacionado con Conan, y Pressman recibió los derechos de la película poco después. Gastó más de $100 000 en honorarios legales para ayudar a resolver la demanda, y los derechos le costaron otros $7 500.
El éxito de Star Wars en 1977 aumentó el interés de Hollywood en producir películas que retraten "aventuras heroicas en tierras sobrenaturales de fábulas". La atención de la industria del cine fue atraída por la popularidad de Conan entre los jóvenes varones estadounidenses, que estaban comprando reimpresiones de las historias con el arte de Frazetta y las adaptaciones de Marvel Comics. John Milius primero expresó interés en dirigir una película sobre Conan en 1978 después de completar la filmación de Big Wednesday, según Buzz Feitshans, un productor que trabajó con frecuencia con Milius (quien había sido admirador de películas como The Vikings de 1958). Milius y Feitshans se acercaron a Pressman, pero las diferencias en varios temas impidieron que las discusiones fueran más allá.
Oliver Stone se unió al proyecto de Conan después de que Paramount Pictures ofreció financiar el presupuesto inicial de $2.5 millones de la película si un «guionista de nombre» estaba en el equipo. Después de asegurar los servicios de Stone, Pressman se acercó a Frank Frazetta para ser un «consultor visual», pero no llegaron a un acuerdo. El productor luego contrató a Ron Cobb, quien acababa de completar un trabajo de diseño de set en Alien (1979). Cobb hizo una serie de pinturas y dibujos para Pressman antes de partir para unirse a Milius en otro proyecto.
Las estimaciones para realizar el guion terminado de Stone ascendieron a $40 millones; Pressman, Summer y Stone no pudieron convencer a un estudio para financiar su proyecto. La compañía de producción de Pressman estaba en dificultades financieras y, para mantenerla a flote, pidió prestado dinero del banco. La imposibilidad de encontrar un director adecuado también fue un problema para el proyecto. Stone y Joe Alves, quien era el director de la segunda unidad en Tiburón 2, fueron considerados como posibles codirectores, pero Pressman dijo que «era una idea bastante loca y no llegaron a ninguna parte». Stone también dijo que le pidió a Ridley Scott, que había terminado de dirigir Alien, que asumiera la tarea, pero fue rechazado.

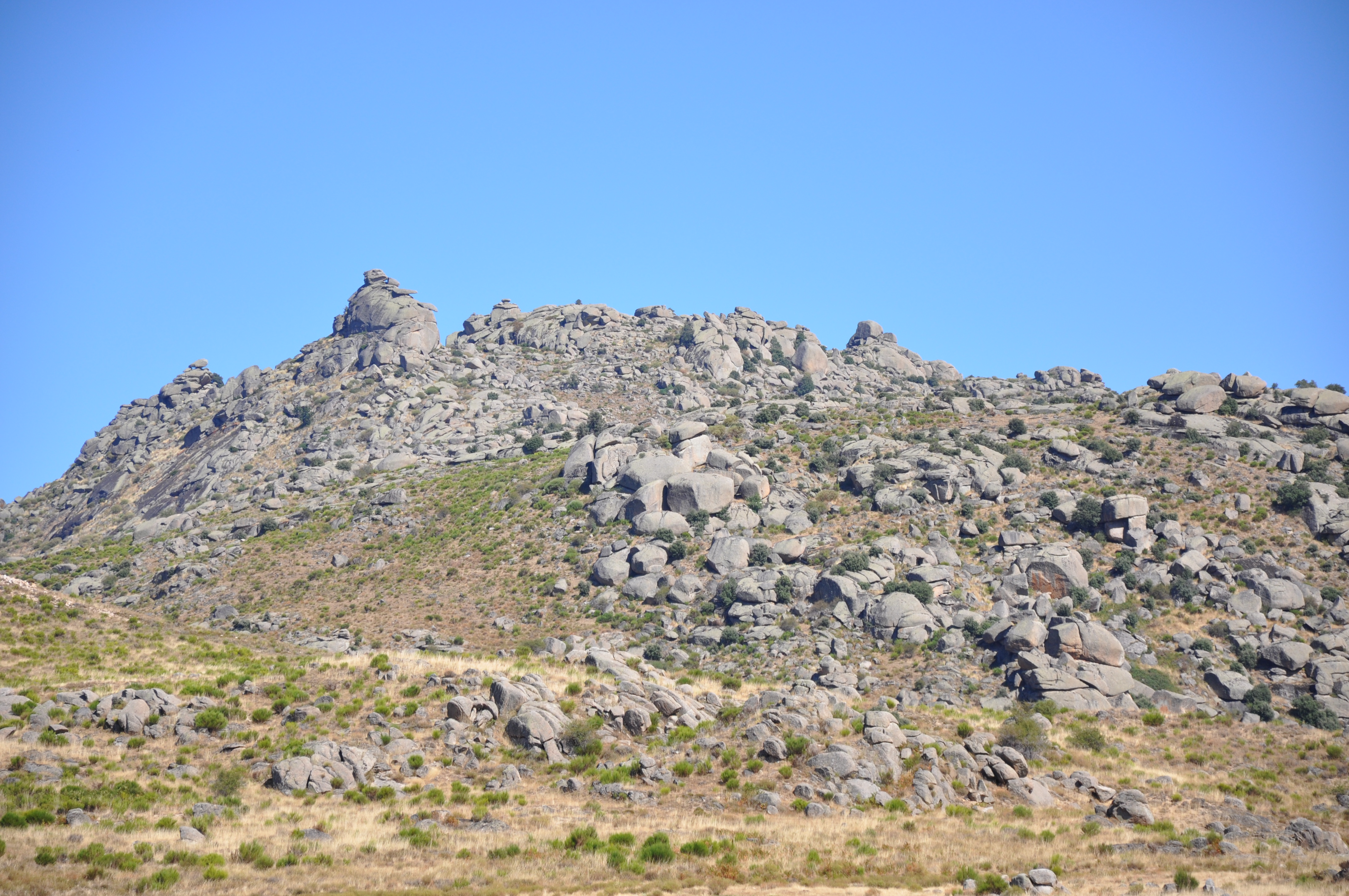
Provincia de Ávila, ubicado entre Robledillo y La Hija de Dios, donde se rodaron las escenas de la Rueda del Dolor

Cobb le mostró a Milius su trabajo para el guion de Conan y Stone, que según él reavivó el interés de Milius; el director contactó a Pressman y llegaron a un acuerdo: Milius dirigiría la película si se le permitiera modificar el guion. Milius era conocido en la industria del cine por sus guiones varoniles para Dirty Harry (1971) y Magnum Force (1973). Sin embargo, fue contratado para dirigir su próxima película para Dino De Laurentiis, un productor influyente en la industria del cine de fantasía. Milius planteó la idea de enfrentarse a Conan con De Laurentiis, y después de un año de negociaciones, Pressman y De Laurentiis acordaron coproducir. De Laurentiis se hizo cargo de la financiación y la producción, y Pressman renunció a todos los reclamos sobre las ganancias de la película, aunque conservó la aprobación sobre los cambios en el guion, el elenco y el director. Dino De Laurentiis asignó la responsabilidad de la producción a su hija, Raffaella y Feitshans. Milius fue nombrado formalmente como director a principios de 1979, y Cobb fue nombrado diseñador de producción. De Laurentiis convenció a Universal Pictures para convertirse en el distribuidor de la película para los Estados Unidos. El estudio también contribuyó al presupuesto de producción de $17.5 millones y preparó $12 millones para anunciar la película.
Finalmente Milius, tras reescribir el guion de Stone, integró escenas de las historias de Howard y de películas japonesas como Kwaidan y Los siete samuráis. El rodaje se desarrolló en España durante cinco meses, concretamente en los alrededores de Madrid, Segovia, Ávila, Cuenca y Almería. Los decorados, diseñados por Ron Cobb, se inspiraron en la Edad Media y en las pinturas de Conan elaboradas por Frank Frazetta. Milius quiso evitar el uso de efectos ópticos en favor de construcciones mecánicas e ilusiones ópticas. Schwarzenegger interpretó casi todas sus escenas de riesgo y para su personaje se forjaron dos espadas distintas, valoradas en 10 000 dólares cada una. El montaje de la película duró un año y durante el mismo se eliminaron varias escenas violentas.

## Taquilla
Conan el Bárbaro obtuvo una buena recaudación en taquilla, pues ingresó más de 100 millones de dólares en todo el mundo, aunque los beneficios no llegaron a ser tantos como para calificar la producción de un éxito total. Conan catapultó la carrera en el cine de Arnold Schwarzenegger. La película se ha puesto a la venta en todos los formatos de cine en casa y sus exitosas ventas han hecho ascender su recaudación total por encima de los 300 millones USD. En 1984 se estrenó la secuela, Conan el Destructor, también protagonizada por Schwarzenegger, aunque con un éxito menor.

## Banda sonora
Los coros y la música sinfónica compuestos por Basil Poledouris han hecho que la banda sonora de la película se convirtiera en un clásico entre los coleccionistas de bandas sonoras originales.
Al principio Dino De Laurentiis, productor, pensó en una banda sonora que tendiese más a la música pop. Pero finalmente fue convencido por Milius para enfocarla desde un punto de vista más clásico y orquestal. Para ello se encomendó la tarea al greco-estadounidense Basil Poledouris, que pasaría a la historia por su trabajo en Conan el Bárbaro. El compositor evoca la ópera en todo momento, logrando el contraste musical dulce, melódico y nostálgico de las piezas con la personalidad salvaje de Conan. Muy aplaudidos fueron sus poderosos coros y la utilización del viento metal, además de varios leitmotivs como el tema Riders of Doom.

### Listado de pistas de la banda sonora original del film
1. "Prologue/Anvil of Crom" - 3:39
2. "Riddle of Steel" / "Riders of Doom" - 5:38
3. "Gift of Fury" - 3:50
4. "Column of Sadness / Wheel of Pain" - 4:09
5. "Atlantean Sword" 3:51
6. "Theology" / "Civilization" - 3:14
7. "Wifeing (Love Theme)" - 2:10
8. "The Search" - 3:09
9. "The Orgy" - 4:14
10. "Funeral Pyre" - 4:29
11. "Battle of the Mounds (Part 1)" - 4:53
12. "Orphans of Doom" / "The Awakening" -5:32

### Listado del álbum de Varèse Sarabande
En 1992, la banda sonora fue reeditada en un CD bajo la firma Varèse Sarabande (VSD-5390). Esta edición incluía algunas pistas adicionales a pesar de eliminar la narración introductoria (el prólogo).
1. "Anvil of Crom" - 2:34
2. "Riddle of Steel" / "Riders of Doom" - 5:36
3. "Gift of Fury" - 3:50
4. "Wheel of Pain" - 4:09
5. "Atlantean Sword" - 3:50
6. "Theology" / "Civilization" - 3:13
7. "Wifeing (Love Theme)" - 2:10
8. "The Leaving" / "The Search" - 5:59
9. "Mountain of Power Procession" - 3:21
10. "Tree of Woe" - 3:31
11. "Recovery" - 2:11
12. "The Kitchen" / "The Orgy" - 6:30
13. "Funeral Pyre" - 4:29
14. "Battle of the Mounds" - 4:52
15. "Death of Rexor" - 5:34
16. "Orphans of Doom" / "The Awakening" - 5:31

## Versiones alternativas
Universal distribuyó diferentes versiones de la película. La versión original proyectada en cines tenía una duración de 129 minutos. Para la edición en vídeo, el estudio ofreció esta versión además de otras dos más cortas; una de 115 minutos de duración, y otra de 123 minutos.
La versión original para cines fue la que se incluyó en el primer DVD de la película, lanzado en 1998. En el año 2000, Universal sacó al mercado una edición "coleccionista" en DVD. Entre varios extras, la versión contenida en este último disco disponía de dos minutos adicionales de imágenes, quedando por lo tanto un metraje de unos 131 minutos de duración. Esta versión es la única disponible actualmente, todas las demás están descatalogadas.
A 2023 en las plataformas de streaming (España) Puede verse la versión de 129 minutos en Disney + (bajo suscripción) o la de 125 minutos en Prime Video (alquiler 3,99€) Canal Hollywood (España) actualmente en 2024 emite la versión de 123 minutos.

### Cortes
Casi todas las versiones lanzadas en Reino Unido tenían cortes de metraje, en su mayor parte para eliminar caídas de caballos de las secuencias de batallas, especialmente de la climática batalla de los túmulos, un claro ejemplo de esto, es cuando Conan tras cortar las cuatro patas a un caballo, este se estrella. Esta escena está omitida. Además, las escenas de sexo con la bruja no aparecían en las primeras versiones, aunque posteriormente fueron restauradas en la versión en DVD, no así la escena del caballo.

## Fidelidad de la película a los relatos de Robert E. Howard
La película se aleja bastante de la obra de Robert E. Howard y solo algunas de sus escenas están basadas en los relatos del escritor. Por este motivo fue rechazada por algunos de los entusiastas del género, como Gary Gygax, creador de Dungeons & Dragons. Gygax escribió en la revista Dragon: "...el desencanto que iba creciendo en mí cuando llevábamos un cuarto del metraje no fue mitigado por nada que pasara después. Me niego incluso a ser partícipe de la más mínima sinopsis del argumento de la película.
Además otros sucesos de la película nunca ocurrieron en las aventuras de Conan tal y como fueron escritas por Howard: Thulsa Doom es un personaje de los relatos sobre Kull de Atlantis, el enigma del acero no aparece en los relatos, Conan nunca fue esclavo ni gladiador, ni usaba trampas para luchar y por último el aspecto físico del bárbaro, cuyo cabello era negro.

## Recepción y legado

### Conan el Destructor
La secuela de la película  de 1982  fue Conan el Destructor (Conan the Destroyer según su título original en inglés). Fue dirigida en 1984 por Richard Fleischer, con una duración	103 minutos.  Tanto Arnold Schwarzenegger como Mako retoman sus papeles de Conan y el mago Akiro, junto con nuevas incorporaciones como Grace Jones en el papel de Zula. Tanto la crítica como la respuesta del público fue mucho menor que para la primera película justificada por algunos críticos debido a que se había reducido la cantidad de sangre, violencia y el ambiente opresivo que empañaba a la película original optando por un tono de película de aventuras para todos los públicos.

### Conan el Conquistador
La tercera parte de la trilogía de Conan estaba planeada para 1987 bajo el título de Conan el Conquistador (Conan the Conqueror, título alternativo con el que desde los años 1950 había sido publicada la novela de Conan La hora del dragón). Sin embargo, Arnold Schwarzenegger se había comprometido a rodar Depredador, y el contrato que tenía firmado con De Laurentiis había expirado tras la realización de Red Sonja y Raw Deal y no estaba dispuesto a negociar uno nuevo.
La tercera película fue al final cancelada, aunque más tarde acabaría siendo transformada en el film Kull el Conquistador.

### Conan el Bárbaro
Paradox Entertainment Inc. escogió a Millennium Films en 2007 para la realización de una nueva serie de películas basadas en el personaje de Conan, aunque previamente se había pensado en un remake. En 2008 Lions Gate Entertainment adquirió los derechos de distribución para Estados Unidos
La nueva película fue dirigida por Marcus Nispel (Viernes 13) y el guion corrió a cargo de Thomas Dean Donnelly y Joshua Oppenheimer que ya trabajaron juntos en El sonido del trueno y Sahara. El personaje principal fue interpretado por Jason Momoa (Stargate Atlantis) y el papel de Conan niño lo fue por Leo Howard (G. I. Joe: The Rise of Cobra)
La producción de la nueva película, que se tituló, de nuevo, Conan el Bárbaro, comenzó el 15 de marzo de 2010 en Bulgaria y su estreno mundial fue el 19 de agosto de 2011.

### La leyenda de Conan
El estudio Universal Pictures cerró un acuerdo para rodar una nueva entrega de Conan el bárbaro protagonizada de nuevo por Arnold Schwarzenegger. El filme, que llevaría por título The Legend Of Conan (La leyenda de Conan), iba a ser producido por Fredrik Malmberg, de Paradox Entertainment, y Chris Morgan, guionista de las últimas cuatro entregas de la saga Fast & Furious y de cintas como Wanted o 47 Ronin. La película iba a retomar el momento de la cinta original que acabó con Arnold sentado en el trono como un guerrero maduro. El estudio planeaba estrenar la cinta en el verano de 2014. La película nunca llegó a rodarse.

## Premios

### IFMCA Award International Film Music Critics Award
| Año  | Categoría                                  | Nominados | Resultado |
| ---- | ------------------------------------------ | --- | --------- |
| 2010 | BEST ARCHIVAL RELEASE OF AN EXISTING SCORE | Conan the Barbarian, music by Basil Poledouris (Tadlow/Prometheus) – Conductor: Nic Raine; Album Producer: James Fitzpatrick; Liner Notes: Frank K. Dewald; Album Art Direction: Ginko Digi | Nominada  |
| 2012 | BEST ARCHIVAL RELEASE OF AN EXISTING SCORE | Conan the Barbarian, music by Basil Poledouris; album produced Douglass Fake; liner notes by Nick Redman; album art direction by Joe Sikoryak (Intrada)                                     | Nominada  |

### Golden Globes
| Año  | Categoría                      | Nominados       | Resultado |
| ---- | ------------------------------ | --------------- | --------- |
| 1983 | New Star Of The Year - Actress | Sandahl Bergman | Ganadora  |

### Saturn Award
| Año  | Categoría    | Nominados                           | Resultado |
| ---- | ------------ | ----------------------------------- | --------- |
| 1982 | BEST ACTRESS | Sandahl Bergman Conan the Barbarian | Ganadora  |